# Isomma
Isomma  – rodzaj ważek z rodziny gadziogłówkowatych (Gomphidae). Obejmuje trzy gatunki występujące na Madagaskarze:
- Isomma elouardi Legrand, 2003[3]
- Isomma hieroglyphicum Selys, 1892[4]
- Isomma robinsoni (Cammaerts, 1987)[5].